# Conference Committee
Als Conference Committees bezeichnet man im parlamentarischen System der Vereinigten Staaten die Kongressausschüsse, die der Vorbereitung und Diskussion von Gesetzesvorhaben dienen.

## Grundlage
Es gibt im Bezug auf die amerikanischen Conference Committees (CC) weder eindeutige Rechtsquellen noch eine verfassungsrechtliche Erwähnung oder eine gesetzliche Regelung. Nur auf Grundlage des Art. I Sec. 5 (2) der amerikanischen Verfassung (64) treffen so genannte Geschäftsordnungsbestimmungen des Senats und des Repräsentantenhauses Aussagen über die Einsetzung der CC und deren Besetzung. Das Verfahren selbst resultiert aus Präzedenzfällen. Er gibt den beiden Kammern des Kongresses das Recht, sich Regeln für ihr Geschäftsverfahren selbst zu geben.
In der Verfassung sind die Conference Committees daher selbst nicht erwähnt, sie haben sich in Jahrzehnten von Kongressarbeit herausgebildet und konnten sich als Institution im Gesetzgebungsprozess behaupten.
Die CCs sind in ihrer Funktion im Gesetzgebungsprozess vergleichbar mit dem deutschen Vermittlungsausschuss (VA). Sie werden als Schlichtungsorgan einberufen, um aus einer strittigen Gesetzesvorlage beider Kammern des Parlaments eine Kompromisslösung zu erarbeiten, der am Ende beide Kammern zustimmen können. Es können gleichzeitig mehrere CCs parallel an einzelnen Gesetzesvorlagen arbeiten, sollten mehrere gleichzeitig strittig sein. Sie werden von einer der beiden Kammern (Senat oder Repräsentantenhaus) einberufen, bedürfen aber der Zustimmung der anderen Kammer, um in Aktion treten zu können.
Die Mitglieder der CCs (Conferees) sind in der Regel die Vorsitzenden der beteiligten ständigen Ausschüsse, die sich bereits im Vorfeld mit der Vorlage befasst haben, sowie weitere Ausschussmitglieder. Sie werden von den Vorsitzenden der beiden Kammern in die CCs berufen.

## Arbeitsweise
Der Senat kann z. B. bereits nach der ersten Runde des Navette-Verfahrens das Repräsentantenhaus zur Einberufung eines CC auffordern, um einen langen Entscheidungsprozess zu verhindern. Stimmt das Repräsentantenhaus der Einberufung zu, werden die Mitglieder auf Vorschlag vom US-Präsidenten aus beiden Häusern ernannt. Der Vorsitzende des für das Gesetz zuständig Ständigen Ausschusses in beiden Kammern formuliert den Vorschlag und leitet ihn an den Präsidenten des jeweiligen Hauses weiter. Die Mitglieder werden in den USA als Manager (conferees) bezeichnet. Die Bezeichnung Manager drückt ihre eigentliche Funktion aus: Sie managen als Senatoren des Senates oder als Mitglieder des Repräsentantenhauses das Vermittlungsverfahren zwischen beiden Kammerdelegationen. Eine genaue Anzahl der conferees ist dabei nicht vorgesehen. Bei der Berufung der conferees muss darauf geachtet werden, dass sie das Meinungsbild der jeweiligen Kammer zu dem Gesetzentwurf widerspiegeln. Dennoch werden Manager sowohl der Mehrheits- als auch der Minderheitspartei ernannt. Zur besseren Mehrheitsbildung der jeweiligen Delegation in den Conference Committees ist eine ungerade Anzahl der conferees beider Kammern vorgeschrieben. Dies soll ein besseres Abbild der Mehrheitsverhältnisse der beiden Häuser ermöglichen. Die Manager der Mehrheitspartei und der Minderheitenpartei bilden je eine Gruppe. Aufgrund dieser Gruppenbildung erfolgt die Abstimmung in den CCs getrennt nach „Bänken“. Zu den Sitzungen der Conference Committees können auch Experten oder andere Mitglieder des Kongresses angehört werden.

## Fazit
Die Arbeit in den CCs ist nicht-öffentlich. Das kann unter Umständen auch dazu führen, dass ganz neue Entwürfe ausgehandelt werden und lediglich die Eingangsklausel einer Vorlage erhalten bleibt. Den Gesetzentwurf der CCs können beide Kammern nur annehmen oder ablehnen. Änderungen können nicht mehr vorgenommen werden, so werden auch einer Kammer unangenehme Passagen mitgetragen, um die Vorlage nicht gänzlich zum Scheitern zu bringen. Wegen dieser enormen Einflussmöglichkeit auf die Gesetzgebung werden die CCs in der Fachliteratur auch überspitzt als „Dritte Kammer“ des Kongresses bezeichnet.